# 長塚節
長塚 節（ながつか たかし、1879年（明治12年）4月3日 - 1915年（大正4年）2月8日）は、日本の歌人、小説家。
茨城県結城郡に生まれた。病弱で中学を中退、療養生活の中で短歌に親しんだ。正岡子規の『歌よみに与ふる書』に深い感銘を受け、1900年に入門。ひたすら子規の写生の風を摂取、子規短歌の最も正当な継承者と言われた。
「馬酔木」「アララギ」の創刊に参画。晩年には、透徹した清澄な調べをめざす「冴え」の説を唱えた。

## 生涯

### 病苦の中で

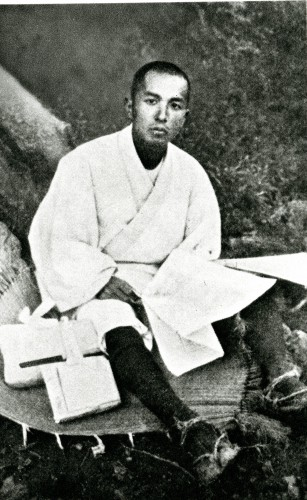
在りし日の長塚節

1879年（明治12年）4月3日、茨城県岡田郡国生村（現在の常総市国生<こっしょう>）の豪農の家に生まれた。1893年（明治26年）4月、茨城中学校（現在の茨城県立水戸第一高等学校）に首席で入学し、4年進級までしたが脳神経衰弱を発症して学業継続困難となる。官立茨城師範学校（現在の茨城大学教育学部）卒業。郷里に戻って自然に親しみ読書する生活を送りながら療養に努めるなかで、さまざまな文学への関心を高めていった。

### 子規との出会い
19歳の時、家で購読していた新聞「日本」に連載された正岡子規の『歌よみに与ふる書』を読み、その写生説に激しく共感、21歳になると子規の許を直接訪ね、入門、『アララギ』の創刊に携わることになる。子規の下ではもっぱら万葉の短歌の研究と作歌にはげんだが、子規の没後もその方向性を違えず、写生主義を継承した作風を発展させた。そのため、子規門人の間で「節こそが正岡子規の詠風の正統な後継者である」との評価が生まれた。

### アララギをめぐる確執
長塚は伊藤左千夫と終生にわたり親交を続けたが、一方で『アララギ』の創刊に当たり編集を担った伊藤と対立。財務編集担当であった蕨真一郎に対し、伊藤の姿勢に不満を漏らす長文の手紙を送りつけている。このため伊藤の再三の要求にもかかわらず、長塚は『アララギ』に作品を発表することはほとんどなく、1913年（大正2年）に伊藤が死去した後の1914年（大正3年）にようやく「鍼の如く」の和歌232首の連作を発表している。

### 『土』執筆
散文の執筆を手掛け、写生文を筆頭に数々の小説を『ホトトギス』に寄稿。さらには、当時の農村を写実的に描写した『土』を『東京朝日新聞』に連載、これは農民文学のさきがけとなる重要な作品と評価され、彼の代表作となった。

### 早逝

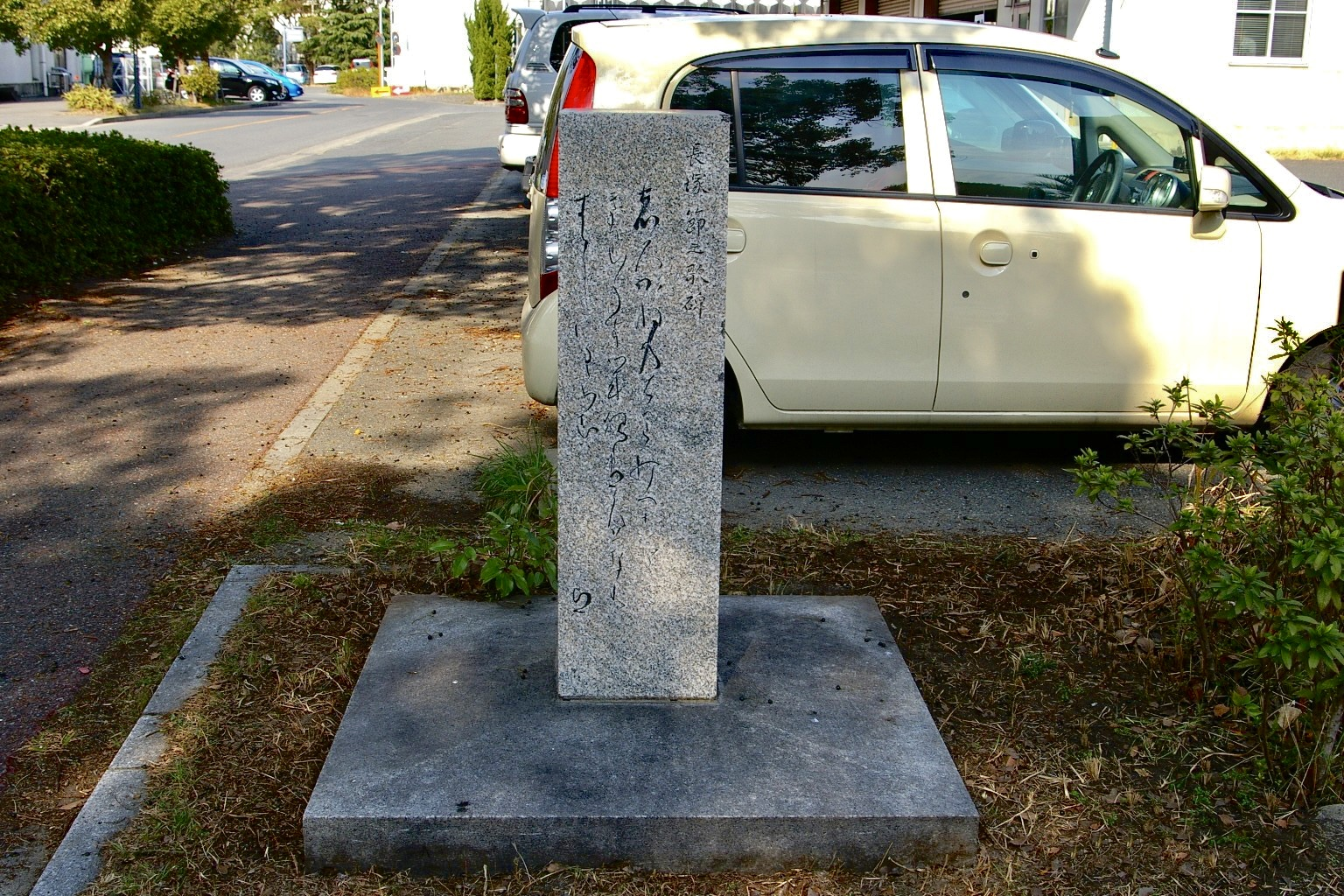
長塚節逝去の地
九州大学馬出キャンパス

1911年（明治44年）8月頃から喉の痛みを周囲に訴えるようになり、東京目白台の小布施新三郎家へ養子縁組した実弟順次郎を頼って上京、小布施邸に滞在しながら東京の名医といわれる医家をいくつも廻って診察を仰ぐも「喉頭結核でこのままでは余命一年か一年半」と言われる。12月、東京の根岸養生院に入院し手術を受ける。1912年（明治45年）3月、九州帝国大学医学部に耳鼻咽喉科学の名医の久保猪之吉博士が居るとの評判を聞き、博士の治療を受けるために、治療を続けながら九州への長旅に出立する。途次、京都医科大学病院に入院し手術を受ける。その後9月まで九州を旅行、久保博士の診察治療を受け、病状はいったん治まる。1913年（大正2年）12月、喉頭結核再発、東京神田の金沢医院に入院、手術を受ける。1914年（大正3年）3月、東京神田錦町の橋田医院に入院。6月から9月まで、治療を受けながら宮崎県青島へ旅行に出る。1915年（大正4年）1月、九州帝国大学附属病院隔離病棟に入院、2月7日より昏睡状態となり、2月8日同病院にて没した。享年37（満35歳）。翌日崇福寺で荼毘に付された後、遺骨は東京に運ばれ、東京目白台の小布施邸で通夜が営まれた。葬儀は3月14日に郷里にて執り行われ、共同墓地に埋葬された。戒名は顕節院秀嶽義文居士。

## 顕彰
常総市の旧石下町地区には、旅姿の節像が3カ所に建てられている。また常総市国生には生家があり、茨城県文化財に指定されている。
現在、常総市では節の文業を顕彰し、短編小説・短歌・俳句の三部門について長塚節文学賞を設けて毎年表彰している。

## その他
下妻市出身の俳優・渡辺篤史は親戚である。
常総市地域交流センターの6階に長塚節記念館が開設されている。

## 全集
- 『長塚節全集』春陽堂（1926年）
- 『長塚節全集』河出書房（1947年）
- 『長塚節全集』春陽堂書店（1976年）

## 小説
- 『土』春陽堂（1912年）
- 『土』新潮文庫（1950年）
- 『土』日本近代文学館（1974年）
- 『土』旺文社文庫（1974年）
- 『土』崙書房（1976年）

## 歌集
- 『新釈長塚節歌集』紅玉堂書店（1928年）
- 『長塚節歌集 』春陽堂（1930年）
- 『新選長塚節集』新潮社（1940年）
- 『長塚節歌集』鎌倉書房（1947年）
- 『長塚節歌集』岩波文庫（1950年）
- 『長塚節全歌集』宝文館（1951年）
- 『長塚節全歌集』鷺の宮書房（1966年）
- 『長塚節歌集』旺文社文庫（1971年）　装幀：関野準一郎
- 『長塚節歌集』崙書房（1975年）
- 『長塚節歌集』短歌新聞社（1993年）

## 関連書籍
- 橋田東声『土の人長塚節』春陽堂、1926年
- 若杉慧『長塚節素描』講談社、1975年
- 梶木剛『長塚節　自然の味解の光芒』芹沢出版、1980年
- 市村与生『長塚節の短歌　続長塚節論』創林社、1981年
- 伊藤昌治『長塚節―文学碑への道』銀河書房、1982年
- 大戸三千枝『土の歌人 長塚節』新典社、1983年
- 藤沢周平『白き瓶　小説・長塚節』文藝春秋、1985年（文春文庫、2010年）
- 山根巴『長塚節研究』教育出版センター、1986年
- 山形洋一『長塚節「土」の世界　写生派歌人の長篇小説による明治農村百科』未知谷、2010年
- 山形洋一『『土』の言霊―歌人節のオノマトペ』未知谷、2012年
- 山形洋一『節の歳時記　農村歌人長塚節の自然観』未知谷、2014年

## 脚註
1. ↑  左千夫こきおろす長塚節 茨城で手紙がみつかる『朝日新聞』昭和49年（1974年）10月3日夕刊、3版、8面
2. ↑  現在の日本女子大学附属豊明小学校の敷地が小布施邸跡地。
3. ↑  岩井寛『作家の臨終・墓碑事典』（東京堂出版、1997年）235頁
4. ↑  4階建ての旧家、母と離れて育つ 朝日新聞DIGITAL、2014年9月30日配信。